# 美国采用名称
美国采用名称（United States Adopted Name，USAN）是分配给在美国销售的药物的唯一非专有名称。每个名称均由USAN委员会指定，该委员会由美国医学会（AMA）、美国药典（USP）和美国药师协会（APhA）共同发起。
USAN计划指出，其目标是通过根据药理学或化学关系建立逻辑命名法分类，为药物选择简单、信息丰富且独特的非专有名称（也称为通用名称）。除药物外，美国委员会还命名了用于基因治疗和细胞治疗的药物、隐形眼镜聚合物、手术材料、诊断剂、载体和用作赋形剂的物质。USAN委员会与世界卫生组织（WHO）国际非专利名称（INN）专家委员会和国家命名组合作，旨在标准化药物命名并制定新物质分类规则。